# Marilia bola
Marilia bola is een schietmot uit de familie Odontoceridae. De soort komt voor in het Australaziatisch gebied.